# Бочаров, Владимир Михайлович
Влади́мир Миха́йлович Бочаро́в (20 июля [2 августа] 1910, станция Колпна, Орловская губерния — 13 ноября 1936, окрестности Мадрида, Испания) — Герой Советского Союза (31 декабря 1936; посмертно), капитан (1936).

## Биография
Родился 20 июля (2 августа) 1910 года на железнодорожной станции Колпна (ныне посёлок Орловской области) в семье железнодорожного кочегара. Русский. С 1912 года жил в Курске. В 1928 году окончил 9 классов школы № 42 (ныне — школа № 34).
В армии с января 1929 года. В 1929 году окончил Вольскую военно-теоретическую школу ВВС, в 1931 году — Оренбургскую военную авиационную школу лётчиков. Служил в строевых частях ВВС (в Белорусском военном округе); был флаг-штурманом авиаэскадрильи, командиром авиаотряда.
Участник боевых действий в Испании с ноября 1936 года в должности командира истребительного авиаотряда. Совершил 4 боевых вылета на истребителе И-16, провёл 1 воздушный бой.
13 ноября 1936 года был сбит в воздушном бою и совершил вынужденную посадку на вражеской территории, где был захвачен франкистами, подвергнут зверским пыткам и убит.
За мужество и героизм, проявленные при выполнении воинского долга, Постановлением Центрального Исполнительного Комитета СССР от 31 декабря 1936 года командиру авиационного отряда в войсках республиканской Испании капитану Бочарову Владимиру Михайловичу посмертно присвоено звание Героя Советского Союза.
Похоронен в братской могиле в районе Мадрида (Испания).

## Награды
- Герой Советского Союза (31.12.1936, посмертно)
- орден Ленина (31.12.1936, посмертно)
- орден Красной Звезды (25.05.1936)

## Память
В Курске именем В. М. Бочарова названа улица, а на доме, в котором он жил, была установлена мемориальная доска (ныне дом снесён). В Колпне и в Курске установлены бюсты В. М. Бочарова.

## Подробности боевой работы

Бюст В. М. Бочарова на Аллее Героев посёлка Колпна Орловской области

Владимир Бочаров прибыл в Испанию в составе второй группы советских лётчиков-добровольцев в начале ноября 1936 года. Из лётчиков этой группы была сформирована эскадрилья на истребителях И-16, которую возглавил С. Ф. Тархов. Тремя отрядами, входившими в эскадрилью, командовали В. М. Бочаров, С. П. Денисов и К. И. Колесников.
8 ноября 1936 года отряды Владимира Бочарова и Сергея Денисова во главе с командиром эскадрильи Сергеем Тарховым вылетели из Альхантерильи на мадридское направление. На полпути самолёты совершили посадку в Альбасете, где задержались до 10 ноября (по всей вероятности, из-за плохой погоды).
10 ноября 1936 года в 13.20 на аэродром Алкала (под Мадридом) из Альбасете перелетели 16 истребителей И-16. Весть о прибытии пополнения подняла настроение у республиканцев, а необычный для своего времени самолёт вызвал интерес у многих. В связи с этим было решено устроить демонстрацию высшего пилотажа. В. М. Бочаров, поднявший свой истребитель в воздух, вызвал восхищение у всех. Даже советские лётчики, видевшие, как летают на этом самолёте на родине, такой пилотаж наблюдали впервые.
В этот же день с 16.00 до 17.10 новые истребители штурмовали противника, занявшего мадридский парк Каса-де-Кампо. Встречи с противником в воздухе не произошло, но три самолёта получили пробоины от зенитного огня. Это был первый боевой вылет Владимира Бочарова.
11 ноября 1936 года наши лётчики на И-16 весь день дежурили на аэродроме, но боевых вылетов не совершали из-за плохой погоды.
Утром 12 ноября 1936 года, сконцентрировав силы, наземные части франкистов предприняли попытку прорваться в сторону Толедского моста. В отражении этого удара приняли участие 15 истребителей И-16. Правительственные части удержали свои позиции, шесть самолётов получили пробоины от огня с земли. Это был второй боевой вылет Владимира Бочарова.
Утром 13 ноября 1936 года 13 истребителей И-16 штурмовали противника. Два истребителя получили пробоины, один потерпел аварию при посадке. Это был третий боевой вылет Владимира Бочарова.
В 15.00 этого же дня на Мадрид пошла очередная группа франкистских самолётов: 8 бомбардировщиков под прикрытием 18 истребителей. На перехват поднялись 12 истребителей И-15 во главе с П. В. Рычаговым и 12 истребителей И-16 во главе с С. Ф. Тарховым. В ходе завязавшегося воздушного боя, одно звено мятежников осталось прикрывать бомбардировщики, а другая часть немецкой эскадрильи, рассредоточившись, заняла позицию выше, прикрываясь облаками. Советские лётчики смело пошли в атаку. Часть истребителей противника, не скрытых облаками, получив повреждения от меткого огня республиканских истребителей, стала покидать поле боя. Намереваясь повторить удар, И-16 после первой атаки пошли на вертикаль. В этот момент немецкие лётчики из группы прикрытия, оставшиеся незамеченными, атаковали советские истребители. Очереди вражеских истребителей попали в самолёт Владимира Бочарова и ранили его самого. Лётчик нашёл в себе силы вне аэродрома, мастерски, на шасси, посадить свой самолёт, однако приземлился на территории противника. В плену пилот подвергся зверским пыткам и был убит. 14 ноября 1936 года над Мадридом с самолёта был сброшен на парашюте ящик с частями тела советского лётчика. В ящике также находилась записка с угрозами в адрес советских лётчиков, воюющих в Испании.